# Ленінський район (Іжевськ)
Ле́нінський район — міський район міста Іжевськ, Удмуртія, Росія. Населення району становить 110 094 особи (2009, 115 222 в 2002). Утворений 23 травня 1962 року.
Район є промисловим. На його території розташовані великі промислові підприємства — ІжМаш, ІжСталь, ТЕЦ-1, завод керамічних матеріалів, завод бетону, завод мінерально-фруктових вод, транспортне підприємство, в тому числі залізничний вузол.

## Склад
Район розташований на заході міста, є найбільшим за площею і включає в себе 468 вулиць загальною довжиною 290 км, 6 мостів та 4 шляхопроводи.
До району входять такі мікрорайони:
- Бригада Літак
- Нові Парники
- Олександрово
- Воложка
- Березовка
- Шунди
- Радужний
- Липова Роща
- Полігон
- Вараксино
- Виємка
- Пироговка Роз'їзд
- Малинова Гора
- Машинобудівник
- Радгосп Іжевський
- Трудпчела

## Голови
- 1962—1965 — Львов Михайло Кузьмич (назначені перші вибори депутатів районної ради, складений перший план розвитку району, визначені межі вуличних комітетів, організовані змагання за взірцевий стан вулиць та будинків)
- 1965—1971 — Машковцев Рудольф Андрійович (ремонт вулиць, будівництво водопроводів в приватному секторі, утворення районного комбінату благоустрою, збудовано 3 міську лікарню, школи № 14, 38, кінотеатр «Італмас», утворено районний РАГС)
- 1971—1976 — Нефедов Аркадій Олександрович (розроблений проект детального планування містечка Будівників, збудовані поліклініка металургів, лікарня для залізничників, кінотеатр «Родина», станція юннатів, СПТУ № 23, школи № 17, 60, водопровід в селищі Воложка, 3 масиви гаражів)
- 1976—1987 — Перфілов Володимир Іванович (збудовано МСК-14, МСК-15, стан 250, реконструкція ДСК, ЗКМ, збудовано тролейбусне депо № 2, проведено тролейбусну лінію в селище Машинобудівник, збудовано шляхопроводи по вулицям Ново-Ажимова та Клубна, відкрито будинок-інтернат для ветеранів)
- 1987—1989 — Юмінов Олександр Михайлович (збудовано стоматологічна поліклініка, 4 міська лікарня)
- 1989—1997 — Протозанов Сергій Володимирович (почалась масова газифікація приватного сектора, водопостачання та телефонізація району, збудовано АТС № 54, 49, школа № 89, школа в селищі Нові Парники)
- з 1997 — Піянзин Андрій Вікторович (зведено 350 км газопровідної мережі, збудовано поліклініку дитячої лікарні № 6, проводиться телефонізація та водопостачання, ремонт доріг)